# José Viñals Íñiguez
José María Viñals Íñiguez (Madrid, 20 de juny de 1954) és un economista espanyol que ha ocupat diversos llocs de responsabilitat vinculats amb institucions financeres públiques, entre ells el de sotsgovernador del Banc d'Espanya. Des de 2009 és conseller financer i director d'Assumptes Monetaris i Mercats de Capitals del Fons Monetari Internacional (FMI).
Llicenciat en Ciències Empresarials per la Universitat de València, màster en economia en la London School of Economics i doctorat, també en economia, a Harvard, va començar a treballar al Banc d'Espanya el 1984. El 1990 va passar a la Comunitat Econòmica Europea com a assessor del comitè de governadors de bancs centrals. De tornada a Espanya tres anys més tard, es va reincorporar al Banc Central com a cap a diferents seccions i el 2000 va ser nomenat director general d'assumptes internacionals de l'entitat. A l'any següent va ser designat membre del comitè de relacions internacionals creat pel Banc Central Europeu i delegat d'Espanya en les assemblees semestrals del Fons Monetari Internacional. Ha sigut assistent de l'Oficina Econòmica dels Estats Units, així com assessor del Banc Mundial i membre de la Comissió Nacional del Mercat de Valors. El 2006, durant el primer mandat de José Luis Rodríguez Zapatero com a president del Govern espanyol, el consell de ministres el va nomenar sotsgovernador del Banc d'Espanya, substituint a Gonzalo Gil García. En plena crisi econòmica (2009) va deixar Espanya per formar part del FMI com a conseller financer i director d'Assumptes Monetaris i Mercats de Capitals, en substitució de Jaime Caruana. La seva responsabilitat com a sotsgovernador del Banc d'Espanya en esclatar la crisi, on havia manifestat la plena solvència de les institucions financeres del país, fou objecte de crítiques, especialment en haver defensat des del seu lloc en el FMI els durs ajustos econòmics posteriors del govern espanyol i les autoritats europees.
El 2001 va ser guardonat amb el Premi Rei Jaume I d'Economia per «la seva rellevant contribució a la recerca en política macroeconòmica, focalitzada en la integració de l'economia espanyola a la Unió Europea». És membre de la Fundació d'Estudis Borsaris i Financers i acadèmic d'honor de la Real Acadèmia de Cultura Valenciana.